# Elena Lucena
María Elena Lucena (Buenos Aires, 25 de setembre de 1914 - íd., 7 d'octubre de 2015) va ser una actriu, ballarina i cantant argentina. Lucena és una de les actrius més prestigioses i llegendàries del cinema argentí de l'«època daurada». El diari Clarín la va definir com una «candidata natural» i la revista Cine Argentino va publicar que Chimbela és «un personatge que va absorbir la seva intèrpret». Com a ícona de la comèdia musical, va participar durant 2009 en una emissió del cicle Pinti y el cine, per comentar la seva experiència en aquell gènere.
L'escriptor Pablo Gorlero la considera com una de les més importants de la radiofonia argentina. Per la seva banda, el redactor Abel Posades va publicar que, igual que altres actrius secundàries com Amalia Bernabé o María Esther Gammes, no va ser estimada en la seva justa mesura per la indústria cinematogràfica.
Va començar a la ràdio com a cantant en la dècada de 1930. Hi va tenir molt d'èxit en el paper del personatge Chimbela, que més tard va representar en cinema, teatre i televisió. La seva vasta carrera cinematogràfica inclou una cinquantena de films. Destaquen Elvira Fernández, vendedora de tienda (1942), Cinco besos (1946) i La Rubia Mireya per la qual va ser distingida com la millor actriu còmica de 1948. Durant els anys de 1940, va participar en films protagonitzats per còmics com Pepe Arias, Pepe Iglesias «El Zorro», Niní Gambier, Mirtha Legrand i Carlos Estrada.
Va fer uns papers de ballarina i a partir de la dècada de 1960, va representar personatges frívols i esnobs pels quals va ser comparada amb Zsa Zsa Gabor. En teatre va reemplaçar Libertad Lamarque en Hello, Dolly! i va personificar la vídua de Larraín de Valenzuela en la comèdia musical xilena La pérgola de las flores. Ja gran, va actuar en el cicle televisiu 099 Central (2002) i en la pel·lícula Dos hermanos, a partir de la qual es va retirar. Va estar casada amb l'actor Julio Bianquet.

## Infància i començaments professionals
Va néixer al barri de Buenos Aires de Boedo el 1914 com la filla de José Lucena i Amelia Arcuri. De jove va treballar amb la seva família en una sastreria i va viure un breu temps a Vila Lugano fins que va realitzar una prova radial i va rebre el seu primer contracte.
Malgrat l'oposició de la seva mare -que després va convèncer-, va iniciar la seva carrera el 1937 com cantant de tango a la Ràdio Nacional i poc després, va participar en el conjunt Estampas porteñas. En una entrevista, Lucena va recordar un episodi el 1941 amb l'actriu Eva Duarte, posteriorment primera dama de l'Argentina, en el qual ella anhelava l'horari central de l'emissora i l'empresari Jaime Yankelevich el va cedir a Lucena. A més, va ser inclosa en els repartiments del Teatre Palmolive i Radio Cinema Lux.
Va ser convocada per Radio Belgrano per interpretar personatges de «dama tràgica» sota un sou de 60 pesos. Durant un dels assajos, el director Arsenio Marbre va percebre el seu sentit de l'humor i la va seleccionar per interpretar Chimbela,. Lucena va debutar amb aquest personatge, que Marbre va definir com a «alegre i brillant», en diverses ràdios i va ser portat al cinema, teatre i televisió. Una de les seves més importants presentacions va ocórrer en l'audició Los cien barrios porteños. Amb la seva caracterització va fer gires fins que, encoratjada per Marbre, va encapçalar la seva pròpia companyia teatral, «Juventud», amb actors com ara actors Adalberto Campos i Audón López.

## Començaments cinematogràfics
Després de debutar en cinema amb La que no perdonó (1938) de José Agustín Ferreyra, va rebre un primer paper de protagonista amb el paper de Chimbela el 1939), on va recrear el seu personatge amb la participació Antonio Botta en el guió i sota la coordinació de Ferreyra novament. Es va estrenar en el cinema Monumental i la revista Cine Argentino va titular que «el personatge havia absorbit el seu intèrpret».
Després va fer papers en films a la primeria dels anys 1940 com El ángel de trapo per a l'empresa Atles, Pájaros sin nido, un drama amb Roberto Escalada, i Napoleón, una comèdia de Luis César Amadori amb Haydée Larroca.
Es va destacar en els seus començaments en Elvira Fernández, vendedora de tienda (1942) de Manuel Romero, i en Cuando mi corazón pide (1942), on va interpretar un personatge secundari.
Després d'incursionar en Un nuevo amanecer, va participar en La calle Corrientes (1943) basada en una obra homònima del propi director. Contínuament, va continuar actuant amb el seu personatge de Chimbela a Ràdio El Mundo, emissora que va freqüentar fins a la dècada de 1950. El 1944, any en què va ocórrer el terratrèmol de San Juan, va presentar al Teatre Presidente Alvear l'obra Dos corazones amb l'orquestra de Francisco Canaro i l'actuació de Tita Merello.

## Consagració cinematogràfica
Va acompanyar Mirtha Legrand el 1945 en Cinco besos (on va interpretar una cantant) afavorida per Argentina Sono Film i dirigida per Luis Saslavsky, a la qual els mitjans gràfics van qualificar amb un «tema i to de farsa». Malgrat el seu prestigi, la seva popularitat es va acréixer des de mitjan anys 1940 quan va participar en films com La rubia Mireya, protagonitzada per Metxa Ortiz i estrenada temps després als Estats Units amb bastant acceptació. Lucena va interpretar aquí Nelly acompanyada d'un repartiment integrat per Fernando Llepis, Analía Gadé i Sever Fernández. Va rebre el premi a la Millor Actriu Còmica de 1948 per part de l'Associació de Cronistes Cinematogràfics de l'Argentina.
En la seva extensa trajectòria teatral va treballar als principals teatres de Buenos Aires i de l'interior del país com així també a l'estranger (Uruguai, Espanya i Brasil) amb obres d'autors clàssics i moderns, com va ocórrer en Penélope ya no teje (1946) amb Tato Bores, Alquilo novio para mi hermana al Teatre Maipo, Cuatro escalones abajo en companyia de Juan José Míguez, o Cuando las mujeres dicen sí (1953) amb música de Mariano Habitis dirigit per Luis Bayón Herrera.
El 31 d'agost de 1958, es va estrenar al cinema Ocean, El calavera, protagonitzada per Enrique Serrano i qualificada per La Razón com d'«àgils embolics». El 1961, va coprotagonitzar amb Florén Delbene Buenas noche, mi amor i un any després, va complir el rol de Lucy en Buscando a Mónica al costat de Carmen Sevilla i Alberto de Mendoza. La trama, de caràcter més sobri, indicava que un home s'assabenta que tot el poble parla de la seva esposa, que ha tingut un turbulent passat, després de patir un accident automobilístic i portar a reparar el seu vehicle.

## Teatre i televisió
Després de presentar-se a Mèxic, Cuba, Veneçuela i Espanya, el 1950 va rodar Valentina per a l'empresa Lumiton. De les seves altres labors cinematogràfiques es destaca Una noche cualquiera (1951), amb llibret de Julio Porter. Va ser acompanyada per Pepe Arias, que havia conegut durant un espectacle revisteril.
 Icona de la comèdia musical, va ser contractada per integrar el repartiment femení d'Estrellas de Buenos Aires (1956), presentada al cinema Monumental i amb llibret de Carlos A. Petit.
Va intervenir en nombroses comèdies, com la peça teatral xilena La pérgola de las flores (d'Isidora Aguirre, 1964), al Teatre Caminito representant una personificació de la vídua de Larraín de Veneçuela; Carnival (1962), al Teatre El Nacional; Juanita, la popular (1966), de Enrique Cadícamo; Cuando las mujeres dicen sí, Quien me presta una hija, Cuanta milonga, Madame 13, Cuando el gato no está, Una viuda difícil, Vengo por el aviso i Vals. També va entrar en el gènere dramàtic en La murga (1963), de René Mugica amb l'actor Juan Carlos Altavista, i va encapçalar El enfermo imaginario, de 1973 al Teatre Municipal General San Martín. Va reemplaçar Libertad Lamarque en la comèdia musical Hello Dolly!, dirigida per Daniel Tinayre el 1967, que va tenir molt succés i comptava amb un repartiment que incloïa Tincho Zabala, Mabel Manzotti i Raúl Rossi. Durant el tercer mes del reemplaçament, es va suscitar un problema, ja que Lamarque es va reintegrar en l'obra, però la producció s'havia compromès amb Lucena perquè romangués més temps, motiu pel qual va demanar que la hi indemnitzi. Malgrat això, Lucena va recordar aquell reemplaçament com una «experiència singular».
De les seves últimes actuacions cinematogràfiques, es va destacar la seva participació en Joven, viuda y estanciera, a principi dels anys 1970 i amb l'acompanyament de Lolita Torres. Els seus treballs en aquestes èpoques van ser més frívols, com en El galleguito de la cara sucia. Pel seu cabell platinat i extravagant, que fins i tot manté fins a l'actualitat, la van comparar amb l'actriu hongarès-nord-americana Zsa Zsa Gabor.
Després de complir un paper a La casa del amor (1973), va ser convocada per prendre paper en el cicle de TV Piel naranja, on va personificar Angélica, amb el guionista Alberto Migré i transmesa per Canal 13. No obstant això, les seves properes actuacions en Millonarios a la fuerza (1979), de Enrique Dawi, i Una viuda descocada van ser més breus. Cinc anys després, el 1985, va ser sol·licitada per Juan David Elicetche per interpretar Tona en Duro como la roca...frágil como el cristal cicle de 60 minuts. El mateix any va haver de ser internada per problemes de salut, dels quals es va recuperar favorablement.
El 1993, va representar al Teatre Presidente Alvear Minas fieles de gran corazón, de la cantant de tango Susana Rinaldi, mentre que en el mitjà televisiu va treballar amb Marta Regueró i Diana Álvarez; al teatre va ser dirigida per China Zorrilla en La pulga en la oreja, amb Soledad Silveyra i Carlos Calvo. Al llarg de la seva vida, ha rebut molts honors i reconeixements, entre ells el premi Podestá, un honor de la trajectòria radial del Consell Professional de Ràdio d'Argentores, el premi Raíces i fins i tot, un diploma d'honor atorgat pel Senat de la Nació Argentina.

## Vida posterior i últims treballs
El 1997 va rodar una penúltima pel·lícula, Luna de octubre, d'Henrique De Freitas Lima, que va ser filmada al Brasil amb el nom de Lua d'Outubro i va arribar en aquest país el 2001. En el mateix any va integrar el repartiment d'Hoy Ensayo Hoy al costat d'Osvaldo Miranda, Beatriz Taibo, Irma Còrdova i Tincho Zabala dirigit per Rodolfo Graziano que ja havia estrenat una versió amb Lucena el 1983. El 1998, va participar en El conventillo de la Coloma, on va interpretar els tangos «Niño bien» i «Garufa». Va ser homenatjada al Festival de Cinema de Mar del Plata el 2001 i va ser complimentada per Argentores dins del cicle Cine Argentino de Humor, de 2002. Amb 88 anys va fer un breu paper com la mare de Emilio Disi en el policial de Pol-ca 099 Central, encapçalat per Facundo Arana i Nancy Dupláa.
| «                     | Mai vaig creure que anava a viure fins a aquesta edat! No estic esplèndida, però bastant resignada perquè entenc que el temps passa i que una no és de plàstic. Vull viure una mica més encara que ja vaig fer tot el que havia de fer i camino una mica cansada. Hauria volgut acomiadar-me d'aquesta vida caminant sobre les meves dues cames, però haig d'usar andador… Igual no vull queixar-me perquè Déu em va donar tot, fins a una filla d'or, un net, i Tiziano el meu besnet. | » |
| — Elena Lucena, 2010. | |   |

El 2004, al seu norantè aniversari, va ser homenatjada per l'Obra Social d'Actors (OSA) i va rebre la visita d'artistes com Enrique Pinti mentre que Argentores li va lliurar un premi per la seva trajectòria artística. Candidata al premi Trinidad Guevara i guanyadora del María Guerrero, en 2006 va rebre el premi Còndor de Plata a la Trajectòria en companyia de Jacques Arndt. En aquell any va ser designada també Ciutadana il·lustre de la Ciutat de Buenos Aires al Saló President Juan Domingo Perón de la Legislatura de Buenos Aires.
Durant 2009, va conduir juntament amb Ana María Cores Gente de teatro, un programa radiofònic emès per FM Palerm, o va dialogar amb diversos convidats i Lucena va tornar a interpretar Chimbela.
A més, amb 95 anys, va filmar Dos hermanos, on va compondre dos personatges: la mare i la tia d'Antonio Gasalla i Graciela Borges (ja que són bessones en la trama), que es va estrenar l'1 d'abril de 2010. És una de les actrius més longeves a participar d'una pel·lícula juntament amb Lydia Lamaison, que va estrenar el 2008 el seu últim film titulat Mentiras piadosas. Després de la filmació de la seva última pel·lícula, va rebre un homenatge organitzat pel Museu del Cinema de Buenos Aires en el Col·legi Públic d'Advocats, de Capital Federal i al setembre se li va atorgar una placa a la trajectòria durant la celebració dels premis Hugo.
Als 96 anys, va ser nominada en el premi de Millor Actriu de Repartiment per Dos hermanos als premis Còndor de Plata; si bé no va rebre el premi, el públic present la va ovacionar amb prou feines començada la cerimònia. El novembre de 2011, Lucena, de 97 anys, va rebre el premi Arcángel San Gabriel, lliurats durant una cerimònia a l'auditori Jorge Luis Borges de la Biblioteca Nacional. En 2012, Lucena va ser reconeguda al costat d'altres 70 artistes majors de vuitanta anys per SAGAI en el Teatre Tabarís.

### Vida personal
Durant la seva joventut, va estar casada amb l'actor Julio Bianquet (1907-1966), que la va abandonar el 1934, set mesos després que naixés la filla de tots dos: Hebe. Va ser encunyada de Carlos Bianquet (1908-1979), espòs al seu torn de l'actriu Alicia Rojas. El seu net, Juan Francisco, és guitarrista del grup «Duendes», apadrinat per Piero De Benedictis. Lucena es considerava seguidora del guru hindú Paramahansa Yogananda si bé cristiana catòlica. Allunyada de l'activitat per la seva avançada edat, residia al barri de Colegiales.

## Defunció
Elena Lucena va morir el dimecres 7 d'octubre de 2015 als 101 anys. Les seves restes van ser vetllades en una casa velatoria del barri de Palerm, i posteriorment sebollides al Panteó de l'Associació Argentina d'Actors del Cementiri de la Chacarita.

## Filmografia a Argentina
- Dos hermanos (2010)
- Luna de octubre (1997)
- Una viuda descocada (1980)
- Frutilla (1980)
- Millonarios a la fuerza (1979)
- La casa del amor (1973)
- Joven, viuda y estanciera (1970)
- La casa de Madame Lulú (1968)
- El galleguito de la cara sucia (1966)
- La murga (1963)
- Buscando a Mónica (1962)
- Buenas noches, mi amor (inconclusa - 1961)
- Estrellas de Buenos Aires (1956)
- El calavera (1954)
- Una noche cualquiera (1951)
- Valentina (1950)
- Una noche en el Ta Ba Rin (1949)
- La rubia Mireya (1948)
- Cinco besos (1945)
- La calle Corrientes (1943)
- Un nuevo amanecer (1942)
- Ven...mi corazón te llama (1942)
- Elvira Fernández, vendedora de tienda (1942)
- Napoleón (1941)
- Pájaros sin nido (1940)
- El ángel de trapo (1940)
- Chimbela (1939)
- La que no perdonó (1938)